# Madman Fulton
Jacob Southwick, meglio conosciuto con il ring name Madman Fulton (Toledo, 2 aprile 1990), è un wrestler statunitense.
Tra il 2012 e il 2017, lottò in WWE, dove si esibì nel roster di NXT come Sawyer Fulton.

## Personaggio

### Mosse finali
- Chokeslam

## Titoli e riconoscimenti
- AAW Wrestling
  - AAW Tag Team Championship (1) – con Ace Austin
- American States Wrestling Alliance
  - ASWA Heavyweight Championship (2)
- Atomic Wrestling Entertainment / Atomic Revolutionary Wrestling
  - AWE / ARW Tag Team Championship (1) – con Vertigo Rivera
- Mid-Ohio Wrestling
  - Mid-Ohio Tag Team Championship (1) - con Cyrus Poe
- New Blood Wrestling Federation
  - NBWF Tag Team Championship (1) - con Darren Young